# روكي جرازيانو
توماس روكو باربيلا (بالإنجليزية: Rocky Graziano) (1 يناير 1919 - 22 مايو 1990)، المعروف باسم روكي جرازيانو، هو ملاكم إيطالي أمريكي محترف حصل على لقب الوزن المتوسط العالمي.  يُعد جرازيانو أحد أعظم فناني خروج المغلوب في تاريخ الملاكمة، وغالبًا ما يظهر القدرة على إخراج خصمه بلكمة واحدة. وقد احتل المرتبة 23 في قائمة مجلة The Ring لأعظم اللكمات في كل العصور.

## الجوائز
- غرازيانو عضو في قاعة مشاهير الملاكمة الدولية .
- تم اختيار Graziano في قائمة أكبر 100 ضارب في Ring Magazine في كل العصور.
- في عام 2007 ، تم إدخال Graziano في قاعة مشاهير الرياضة في مقاطعة ناسو .

## روابط خارجية
- روكي جرازيانو على موقع فايند أغريف
- سجل الملاكمة لـ روكي جرازيانو من بوكس ريك
- روكي جرازيانو في قاعدة بيانات الأفلام على الإنترنت
- ملف روكي جرازيانو الشخصي في ESPN
- [https://www.youtube.com/watch?v=ssv4qjuHYhk

1. 1 Graziano Raisin Bran commercial] على يوتيوب

- [https://www.youtube.com/watch?v=vLYZrFaQIbQ

1. 2 Graziano Raisin Bran commercial] على يوتيوب

- [https://www.youtube.com/watch?v=u8oLChpzuKY

1. 3 Graziano Raisin Bran commercial] على يوتيوب

- [https://www.youtube.com/watch?v=hdRgwgIoMWM

1. 4 Graziano Raisin Bran commercial] على يوتيوب